# Rittersheim

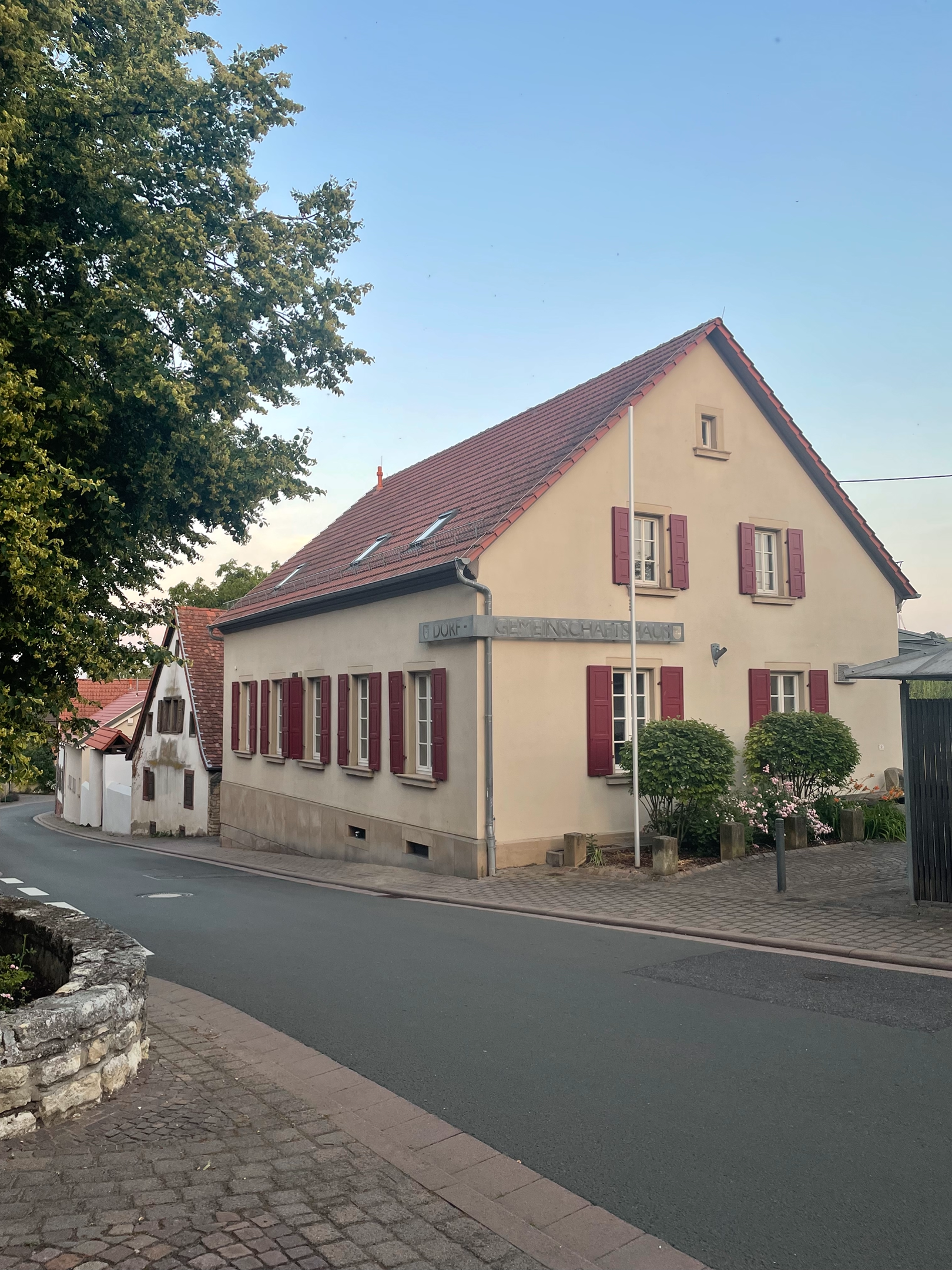
Dorfgemeinschaftshaus an der Hauptstraße

Rittersheim (pfälzisch: Rierschem) ist eine Ortsgemeinde im Donnersbergkreis in Rheinland-Pfalz. Sie gehört der Verbandsgemeinde Kirchheimbolanden an.

## Geographie
Der Ort liegt östlich von Kirchheimbolanden im Tal des Leiselsbachs. Zu Rittersheim gehören auch die Wohnplätze Josefsmühle (Zeppenmühle) und Steuerwaldsmühle.

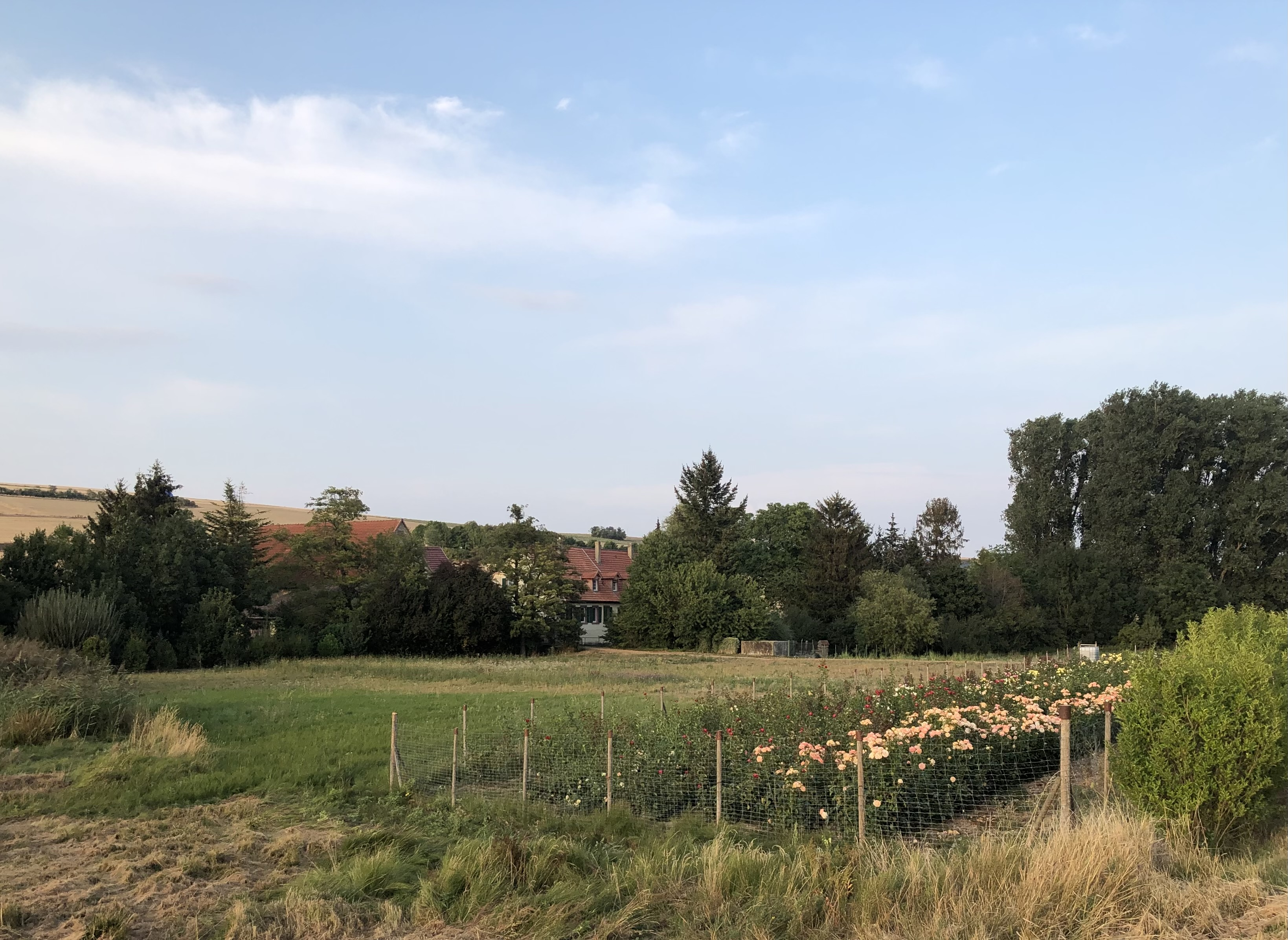
Josefsmühle
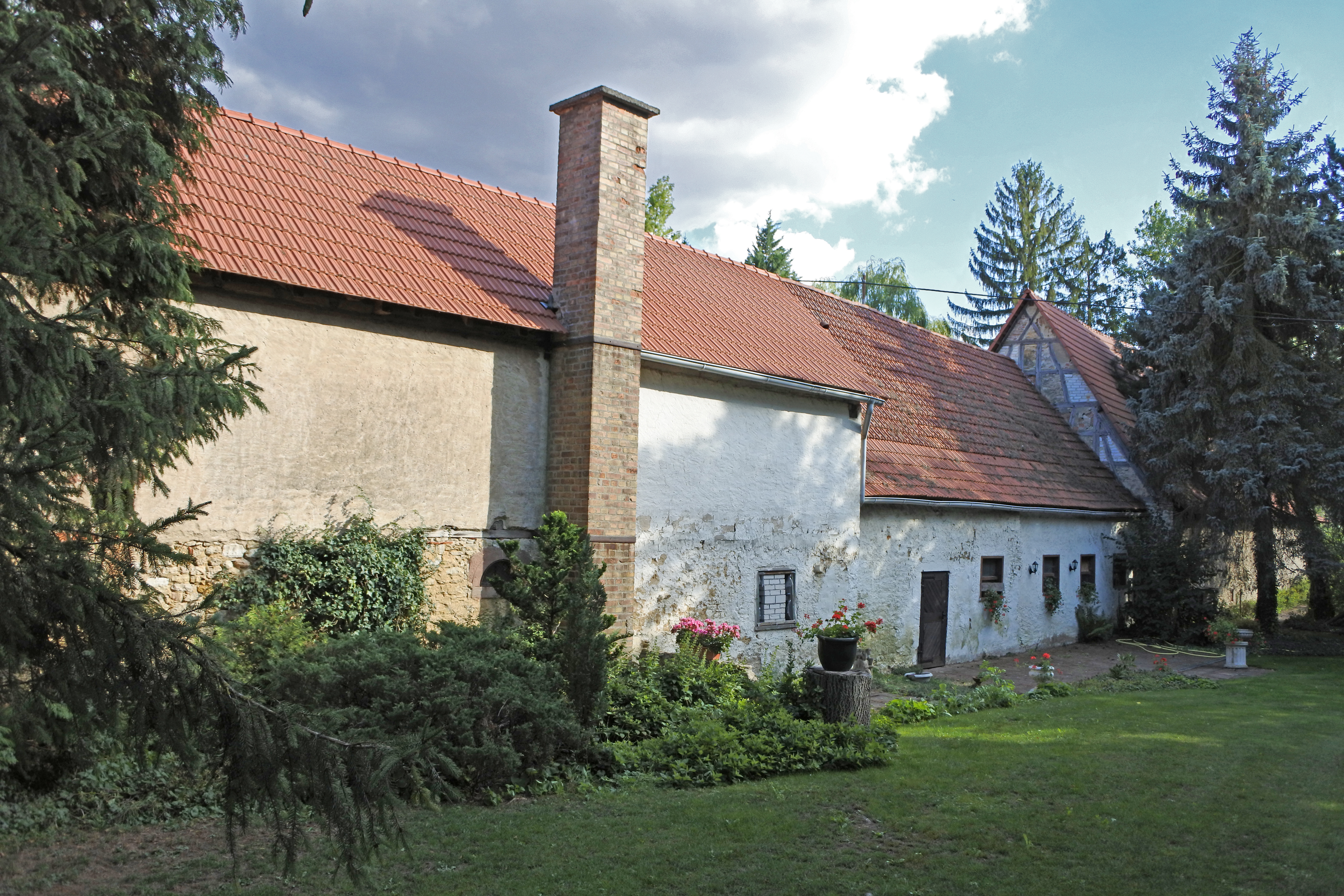
Steuerwaldsmühle

## Geschichte
Die älteste erhaltene Erwähnung des Ortes stammt aus der Zeit um 900. Während der Zeit der Stammesherzogtümer lag der Ort im Herzogtum Franken. Im späteren Mittelalter war auch das Kloster Otterberg hier begütert.
Nach 1792 hatten französische Revolutionstruppen die Region besetzt und nach dem Frieden von Campo Formio (1797) annektiert. Von 1798 bis 1814 gehörte das Dorf zum französischen Departement Donnersberg, war dem Kanton Kirchheim zugeordnet und unterstand dort der Mairie Gauersheim.
Aufgrund der auf dem Wiener Kongress (1815) getroffenen Vereinbarungen und einem Tauschvertrag mit Österreich kam die Region 1816 zum Königreich Bayern. Ab 1818 war die Gemeinde Rittersheim dem Landkommissariat Kirchheim im bayerischen Rheinkreis, später dem Bezirksamt Kirchheimbolanden zugeordnet. Im Jahr 1928 hatte Rittersheim 207 Einwohner (davon 170 Protestanten, 34 Katholiken, 3 Sonstige), die in 45 Wohngebäuden lebten.
Ab 1939 war der Ort Bestandteil des Landkreises Kirchheimbolanden. Nach dem Zweiten Weltkrieg wurde Rittersheim innerhalb der französischen Besatzungszone Teil des damals neu gebildeten Landes Rheinland-Pfalz. Im Zuge der ersten rheinland-pfälzischen Verwaltungsreform wechselte Rittersheim 1969 in den neu gebildeten Donnersbergkreis; drei Jahre später wurde die Gemeinde in die ebenfalls neu entstandene Verbandsgemeinde Kirchheimbolanden eingegliedert.

## Politik

### Gemeinderat
Der Gemeinderat in Rittersheim besteht aus sechs Ratsmitgliedern, die bei der Kommunalwahl am 9. Juni 2024 in einer Mehrheitswahl gewählt wurden, und – wenn wieder gewählt – dem ehrenamtlichen Ortsbürgermeister als Vorsitzendem.

### Bürgermeister
Rittersheim hat seit dem Herbst 2024 keinen Ortsbürgermeister mehr. Da bei der Direktwahl am 9. Juni 2024 kein gültiger Wahlvorschlag eingereicht wurde, oblag die Neuwahl des Bürgermeisters gemäß rheinland-pfälzischer Gemeindeordnung dem Rat. Aber auch dieser konnte keinen Ortsbürgermeister benennen, sodass der bisherige Ortsbürgermeister Marc-Guido Ebert die Aufgaben des Ortsbürgermeisters bis zum Ende der Sommerpause kommissarisch ausübte. Marc-Guido Ebert, der selbst erst 2019 neu als Ortsbürgermeister gewählt wurde, stellte sich aufgrund von massiven Konflikten im Ort nicht mehr zur Wahl. Nach dem Auslaufen dieser Übergangslösung werden die Amtsgeschäfte nun vorläufig vom Ersten Beigeordneten Archibald Bernhard und der neu gewählten weiteren Beigeordneten Iris Schmittinger fortgeführt.
Eberts Vorgänger Günther Ullrich hatte bei der Wahl 2019 nach 15 Jahren im Amt nicht erneut als Ortsbürgermeister kandidiert.

### Wappen
| Wappen von Rittersheim | Blasonierung: „In Blau wachsend der heilige Maximin in goldenem Gewand, mit goldener Mitra, in der linken einen wachsenden goldenen Krummstab, die Rechte zum Schwur erhoben, oben begleitet von den gotischen silbernen Minuskelbuchstaben s und m.“                                                     |
| Wappen von Rittersheim | Wappenbegründung: Es wurde 1971 durch die Bezirksregierung Neustadt genehmigt und geht zurück auf ein Siegel aus dem Jahr 1616. Maximin, für den auch die Buchstaben s und m für sanctus Maximinus stehen, verweist auf die Trierer Reichsabtei St. Maximin, die großen Grundbesitz in Rittersheim hatte. |

## Kultur und Sehenswürdigkeiten

### Kulturdenkmäler

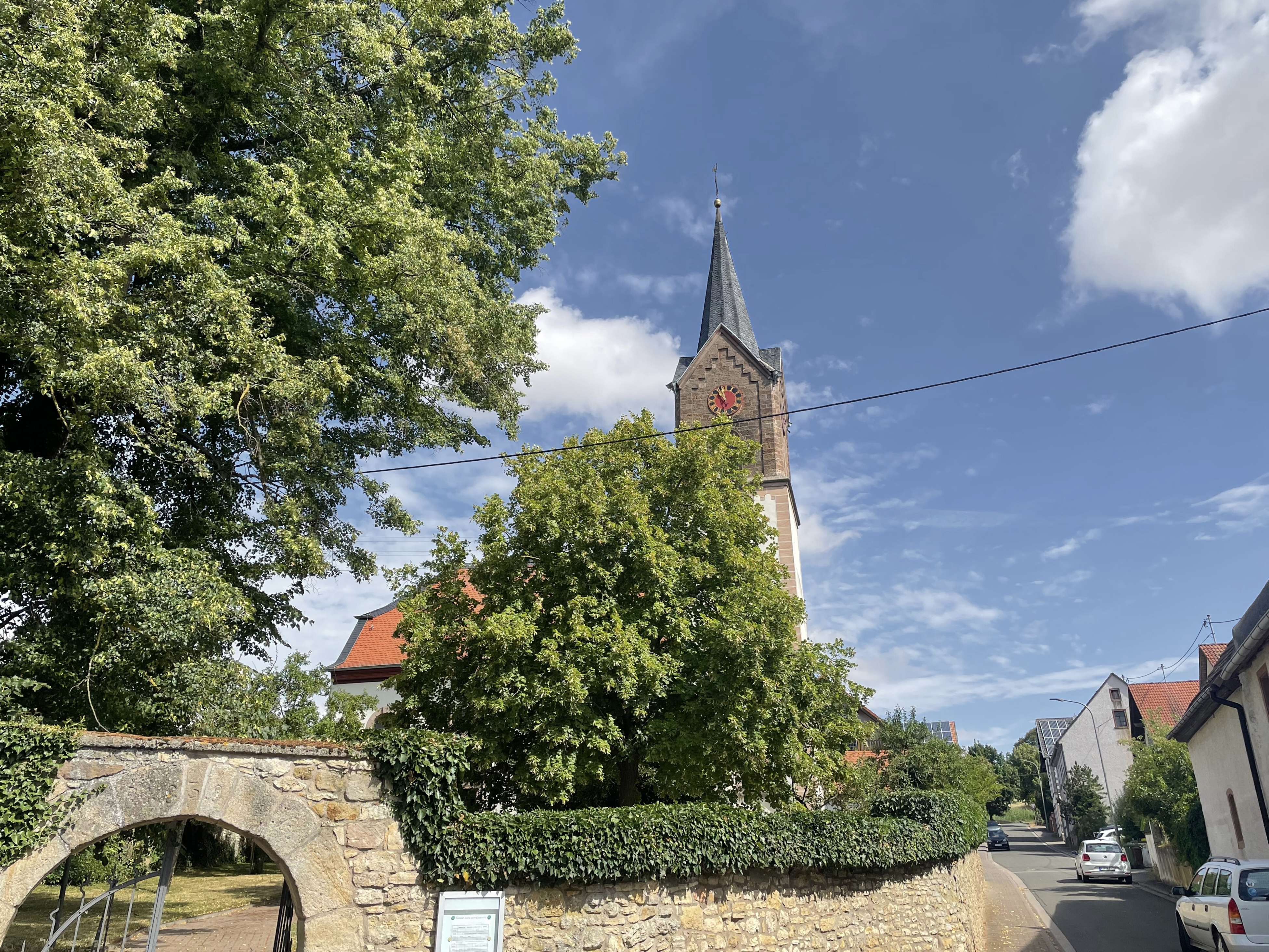
Evangelische Kirche

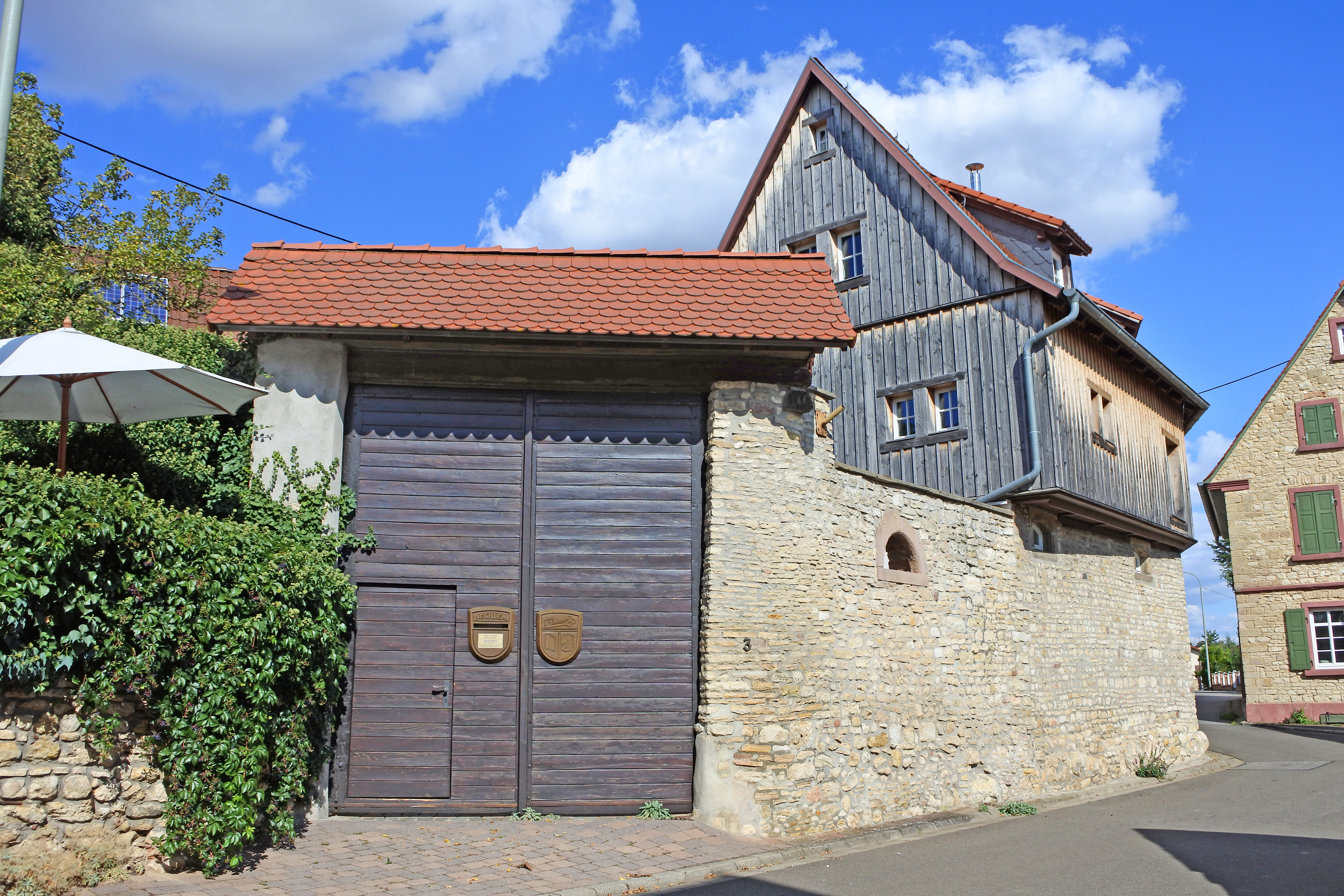
Unterstallhaus

Vor Ort befinden sich insgesamt vier Objekte, die unter Denkmalschutz stehen, darunter die protestantische Kirche und die beiden Mühlenanwesen Steuerwalds- und Josefsmühle außerhalb der Ortslage. In der Eselstraße befindet sich ein Unterstallhaus, bezeichnet 1681.

### Regelmäßige Veranstaltungen
Die Kerwe findet jährlich am ersten Wochenende im Oktober statt.

## Wirtschaft und Infrastruktur
Im Ort kreuzen sich die L 386 und die L 447. Westlich besteht ein direkter Anschluss an die A 63 (Kaiserslautern–Mainz). In Kirchheimbolanden ist ein Bahnhof der Donnersbergbahn.
Der Ort selbst wird von den Linien 426, 456, 904, 907 und 928 des Verkehrsverbunds Rhein-Neckar bedient, die zumeist nur zu Schulzeiten verkehren.